# قصص الساكسون
قصص الساكسون (المعروفة أيضًا باسم حكايات ساكسون / سجلات ساكسون في الولايات المتحدة وأخبار المحارب وآخرها سلسلة المملكة الأخيرة) هي سلسلة روايات تاريخية كتبها برنارد كورنويل عن ولادة إنجلترا في القرنين التاسع والعاشر الميلادي. بطل الرواية من السلسلة هو أوتريد من بيبانبورغ، ولد لوردًا ساكسونيًا في نورثمبريا، ولكن أَسره أمير حرب دنماركي عندما كان طفلاً ورباه. تدور أحداث القصة أثناء الغزوات الدنماركية لبريطانيا، عندما يتم غزو جميع الممالك الإنجليزية باستثناء واحدة. يأتي اسم بطل الرواية الخيالي من «أوتريد الجريء» التاريخي؛ ينحدر الكورنويل من هذه العائلة منذ فترة طويلة.
تتمحور القصة حول ظهور إنجلترا كدولة في جزيرة بريطانيا من رؤية وأفعال ألفريد، التي أطلق عليه لاحقًا اسم «العظيم». يقبل الملك ألفريد من ويسيكس على مضض أنه لا يستطيع طرد الغزاة من الجزيرة، بعد هزيمته في ويلتون، ويضطر إلى صنع سلام معهم. يرث ورثته ما بدأه ألفريد.
كُيفت الروايات العشر الأولى في السلسلة لمدة خمسة مواسم من المسلسل التلفزيوني المملكة الأخيرة، بطولة ألكسندر دريمون. أنتجت البي بي سي الموسمين الأولين. وأنتجت نتفليكسالموسم الثالث والرابع والخامس. نشر كورنويل بعد ذلك ملاحظة على موقع الويب الخاص به تفيد بأنه "تمت إعادة تسمية سلسلة The Warrior Chronicles / Saxon Stories بسلسلة The Last Kingdom ".
تم إصدار الموسم الثالث من عشر حلقات بواسطة نتفلكس في 19 نوفمبر 2018. في 26 ديسمبر 2018، تم تجديد المسلسل للموسم الرابع بواسطة نتفلكس. تم إصدار الموسم الرابع من عشر حلقات بواسطة نتفلكس في 26 أبريل 2020.

## فكرة سلسلة الروايات
في مقابلة مع كلية إيمرسون، قال كورنويل: "منذ سنوات، عندما كنت في الجامعة، اكتشفت الشعر الأنجلو ساكسوني وأصبحت مدمن على هذا العالم الغريب والكئيب غالبًا. لسبب ما، ليس تاريخ الأنجلو ساكسون الذي درسته كثيرًا في بريطانيا (حيث نشأت)، وقد بدا لي الأمر غريباً أن اللغة الإنجليزية لم يكن لديها أدنى فكرة من أين أتت بلادهم. الأمريكيون يعرفون، لديهم حتى تاريخ البدء، ولكن يبدو أن اللغة الإنجليزية تفترض أن إنجلترا كانت دائمًا هناك، لذا كانت فكرة كتابة سلسلة حول إنشاء إنجلترا في ذهني لفترة طويلة. الوضع التاريخي هو القصة الكبيرة؛ تحتاج كتابة الروايات التاريخية إلى قصة صغيرة حتى يكون التاريخ هو الخلفية. عندما كان في الخمسينات من عمره، التقى كورنويل بوالده، ويليام أوثريد (أو أوجترد)، وتعلم قصة نزوله من الساكسونيين الذين كانوا يمتلكون بيبانبورغ (تسمى الآن قلعة بامبورغ). هكذا ولد أوتريد، بطل الروايات الخيالية.
وكشف في المقابلة أن هناك خطة لتكييف الرواية للتلفزيون، ردا على سؤال حول عدد الكتب المخطط لها للمسلسل. «أتمنى لو كنت أعرف! لا أعرف كيف سينتهي الفصل الذي أكتب الآن، ناهيك عن الكتاب، والمسلسل؟ لا توجد فكرة! أعتقد أنه سيكون هناك المزيد؛ لقد سمعت للتو أن تلفزيون بي بي سي قد بتكليف من سلسلة ستتبع مغامرات أوتريد. الشركة التي تصنع داونتون آبي ستنتج المسلسل، وهو أمر رائع، وسأحتاج إلى تزويدها بالقصص (آمل). إذن؟ ستة أخرى؟ ثمانية أخرى؟ أنا فقط لا أعرف.»
عندما تم بث المسلسل التلفزيوني لأول روايتين في خريف عام 2015، كرر كورنويل كيف تبلورت الفكرة في ذهنه عندما التقى بوالده في كندا. تم تتبع أسلاف كورنويل الأب إلى زمن ألفريد. تعرضت الأسرة التي كانت تحتجز بيبانبورغ للخيانة في القرن الحادي عشر وهربت إلى يوركشاير.

## ببليوغرافيا حكايات الساكسون
ذكر برنارد كورنويل في الملاحظات التاريخية في نهاية لوردات الشمال (الرواية الثالثة) أنه كان ينوي مواصلة كتابة قصص الساكسون. على موقعه الإلكتروني، يقول كورنويل «أحتاج إلى إنهاء أوتريد»، الشخصية الرئيسية في قصص الساكسون. في 5 مارس 2020، أعلن كورنويل على وسائل التواصل الاجتماعي أن الكتاب الثالث عشر سيكون بعنوان (سيد الحرب)، وسيكون الرواية النهائية في السلسلة.
تم نشر الروايات التالية مع ذكر تاريخ النشر في المملكة المتحدة.
1. المملكة الأخيرة (2004)
2. فارس شاحب (2005)
3. لوردات الشمال (2006)
4. أغنية السيف (2007)
5. حرق الأرض (2009)
6. وفاة الملوك (2011)
7. الرب الوثني (2013)
8. العرش الخالي (2014)
9. محاربو العاصفة (2015)
10. حامل اللهب (2016)
11. حرب الذئب (2018)
12. سيف الملوك (2019)
13. سيدالحرب (أكتوبر 2020)